# 馬尿酸
馬尿酸（Hippuric acid），学名苯甲酰胺乙酸，分子式C9H9NO3，结构简式：C6H5CONHCH2COOH，该词起源于希臘語的Hippos（horse）和ouron（urine）。它是一種在馬和草食性動物尿液中發現的有机酸。苯甲醯胺乙酸晶体易溶於熱水，在187℃左右熔化，大约于240℃分解。许多种的芳香化合物（比如苯甲酸和甲苯）摄入体内后，都会通过和氨基酸（如甘氨酸）反应转化为苯甲醯胺乙酸，因此，体内马尿酸浓度过高可能是由甲苯中毒导致的。由于引起苯甲醯胺乙酸中毒的因素还有很多，因此科学家对两者之间的联系仍存怀疑。。

## 物化性質
- 苯甲醯胺乙酸可溶解于氫氧化鈉或氫氧化鉀水溶液，經水解會分解為苯甲酸和甘氨酸。
- 和亞硝酸反應，可轉換成苯甲酸乙醇酸酯C6H5C(=O)OCH2CO2H。马尿酸乙酯可以和肼进行反应可得到马尿酰肼C6H5CONHCH2CONHNH2。该化合物由西奥多·库尔提斯（英语：Theodor Curtius）发现可用于制备偶氮亚胺化合物。

## 歷史
- 1829年：尤斯圖斯·馮·李比希發現苯甲醯胺乙酸和苯甲酸是兩種不同物質。
- 1839年：尤斯圖斯·馮·李比希確定了苯甲醯胺乙酸的分子式。
- 1873年：Victor Dessaignes利用苯甲醯氯與甘氨酸鋅之間的反應，合成苯甲醯胺乙酸[4]。

## 制备
除了上述利用的化學反應合成外，在西奥多·库尔提斯的报告中还描述了另一种合成方式，將氨基乙酸溶於氫氧化鈉溶液中，並且攪拌加入苯甲酰氯及氫氧化鈉溶液，保持反應物呈鹼性。令液體飽和後加盐酸使pH值下降至2，過濾並將固體溶於水中重結晶後可以得到苯甲醯胺乙酸。參見下圖。

## 體內產生
甲苯等芳香族化合物進入體內，會被肝臟中的細胞色素P450（CYP2E1）甲羥基化，產生苯甲醇（同時產生5%的環氧化合物）；苯甲醇被醇脫氫酶氧化，產生苯甲酸；苯甲酸与甘氨酸脱水缩合，產生苯甲醯胺乙酸。见下圖：